# Centre chrétien-démocrate
 (avril 2018).
Si vous disposez d'ouvrages ou d'articles de référence ou si vous connaissez des sites web de qualité traitant du thème abordé ici, merci de compléter l'article en donnant les références utiles à sa vérifiabilité et en les liant à la section « Notes et références ».

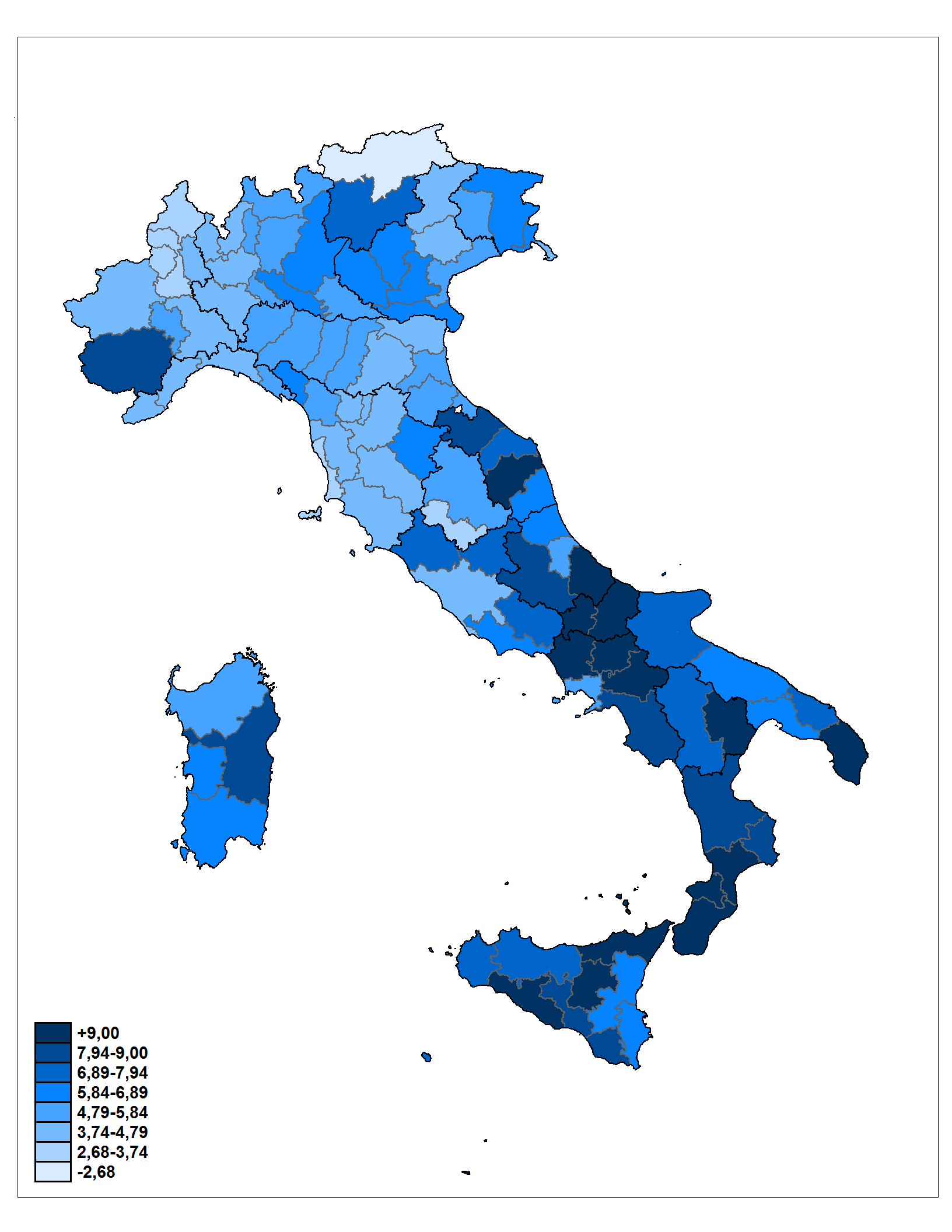
Score du CCD aux élections italiennes de 1996.

Le Centre chrétien-démocrate (en italien : Centro Cristiano Democratico ou CCD) est un parti politique italien fondé le matin du 18 janvier 1994 par des représentants de la Démocratie chrétienne (comme Pier Ferdinando Casini, qui en devint le secrétaire général) qui ont refusé de rejoindre le Parti populaire italien, créé l'après-midi de ce même jour. 

## Présentation
Le CCD participe à la formation d'une alliance de droite et centre droit avec Forza Italia, Alliance nationale et la Ligue du Nord, alliance dénommée Pôle pour les libertés. Elle soutient le premier gouvernement de Silvio Berlusconi après sa victoire aux élections de 1994.
Entre 1996 et 2001, rejeté dans l'opposition aux gouvernements de centre gauche, le CCD se rapproche des Chrétiens démocrates unis.
Après la victoire du centre droit aux élections de 2001, le CCD soutient le second gouvernement de Silvio Berlusconi, tandis que Pier Ferdinando Casini obtient en retour la présidence de la Chambre des députés.
Le 6 décembre 2002, le CCD fusionne avec les Chrétiens démocrates unis et la Démocratie européenne dans l'Union des démocrates chrétiens et du centre.